# Bala (Mehedinți)
Bala (in ungherese Bala) è un comune della Romania di 4578 abitanti, ubicato nel distretto di Mehedinți, nella regione storica dell'Oltenia.
Il comune è formato dall'unione di 14 villaggi: Bala, Bala de Sus, Brateș, Brativoiești, Câmpu Mare, Cârș, Comănești, Dâlma, Iupca, Molani, Rudina, Runcușoru, Sărdănești, Vidimirești.
Il comune ha una storia antica: nella zona sono state ritrovate diverse tracce di insediamenti di epoca Romana: in particolare nel villaggio di Cârşu sono state trovate numerose monete del periodo dell'Imperatore Traiano, mentre altri reperti, tra cui i resti di alcuni lavatoi in legno di rovere, sono stati ritrovati nella zona delle sorgenti termali.